# Szinti szving
A szinti szving az európai dzsessz egyik irányzata. Az 1930-as években született. Megteremtője a Django Reinhardt és Stéphane Grappelli által alapított Quintette du Hot Club de France.
A műfaj leggyakoribb elnevezései – a sinti swing, manouche jazz és a gipsy jazz – az előadókra utalnak, ugyanis a legismertebb előadói, a műfaj éltetői a szinti, illetve mánus cigányok közül kerültek ki. Az irányzatot – a műfajteremtő zenekar után  (Hot Club-style) – röviden hot-jazznek is nevezik.

## Születése
A műfaj megszületése az 1934-ben alapított Quintette du Hot Club de France zenekarhoz köthető. Az együttes tagjai: Stephané Grappelli – hegedű, Django Reinhardt – szólógitár, Joseph „Nin-Nin” Reinhardt (Django öccse) és Roger Chapu – ritmusgitár, valamint Louis Vola – nagybőgő voltak. A zenekar teljesen új hangzásvilágot teremtett meg, mely gyorsan rendkívül népszerű lett, néhány év leforgása alatt több száz felvételüket adták ki.
A szinti szving a következő gyökerekből táplálkozik:
- A tengerentúli dzsessz akkoriban divatos szving irányzatából.
- A franciaországi „musette”-zenéből, mely eredetileg egy hagyományos, dudával kísért francia tánczene volt, de a 19. században rendkívül népszerűvé vált, és több változata is kialakult.
- Django Reinhardt egyéni játékmódjából. Ez részben a cigány zenei hagyományokkal van összefüggésben, részben balesetével, mely után bal kezének gyűrűs- és kisujját nem tudta mozgatni, így egy merőben új akkordozási technikát dolgozott ki.

## Hangszerelés
A szint szving fő hangszere a gitár. Ritkán találkozni szóló és duó előadókkal is, de az általánosan bevett zenekari felállás legalább a trió, mely szólógitárból és két ritmusgitárból áll. A trió természetesen tovább bővülhet újabb gitárokkal, esetleg más hangszerekkel, hagyományosan hegedűvel, zongorával vagy nagybőgővel.

## Zenészek
A szinti szvinget nem kizárólag cigányok művelik, de ő közülük kerül ki a legtöbb zenész. Franciaországban, Hollandiában és Belgiumban már cigány dzsessz-dinasztiák alakultak ki, hasonlóan ahhoz, amint az a flamenco előadók vagy a magyarországi muzsikus cigányok körében tapasztalható. Ismertebb előadók:
- Angelo Debarre
- Ritary Gaguenetti
- John Jorgenson
- Fapy Lafertin
- Jon Larsen
- Moreno
- Robin Nolan
- Biréli Lagrène
- Evan Perr
- Dario Pinelli
- Babik Reinhardt
- David Reinhardt
- Django Reinhardt
- Joseph Reinhardt
- Mandino Reinhardt
- Jimmy Rosenberg
- Stochelo Rosenberg
- Patrick Saussois
- Dorado Schmitt
- Samson Schmitt
- Tchavolo Schmitt
- Titi Winterstein
- Stephane Wrembel
- Joscho Stephan

## Jelentősebb szvinges események
Időről időre rendeznek szinte világszerte különböző szving-fesztiválokat, a három legnevezetesebb minden évben megrendezésre kerül:
- Samois-sur-Seine, Franciaország
- Liberchies, Belgium
- Torino, Olaszország

Ezek az események nem csak mint zenés-kulturális események jelentősek, hanem a különböző szinti és mánus közösségek, családok találkozására is lehetőséget teremt.

## Cigány tematikájú összefoglaló szócikkek
- Cigány irodalom
- Cigány népcsoportok
- Cigány nyelv
- Cigány képzőművészet
- Cigány nemzeti jelképek
- Cigány ünnepek
- Cigányok

## Külső hivatkozások
- Django Reinhardt.lap.hu – magyar nyelvű linkgyűjtemény
- Swing.lap.hu – linkgyűjtemény
- JazzManouche.hu – magyar nyelvű gypsy jazz portál